# فرد لويس (لاعب كرة سلة)
فرد لويس (6 يناير 1921 ببروكلين في الولايات المتحدة - 27 ديسمبر 1994 بساكرامنتو في الولايات المتحدة) (بالإنجليزية: Fred Lewis)‏ هو مدرب كرة سلة ولاعب كرة سلة أمريكي في مركز مدافع مسدد الهدف. لعب مع Georgetown Hoyas ‏.

## وصلات خارجية
- فرد لويس على موقع إن بي أي (الإنجليزية)
- فرد لويس على موقع سبورتس رفرنس (الإنجليزية)
- فرد لويس على موقع ريلجم (الإنجليزية)
- فرد لويس على موقع كلية كرة السلة في سبورتس رفرنس.كوم (الإنجليزية)
- فرد لويس على موقع سبورتس رفرنس (الإنجليزية)